# 秋吉台国際20世紀音楽セミナー&フェスティバル
秋吉台国際20世紀音楽セミナー&フェスティバル（あきよしだいこくさいにじっせいきおんがくセミナーアンドフェスティバル）は、現代音楽の音楽祭を兼ねた講習会。
1989年より1998年まで開かれた。音楽監督は作曲家の細川俊夫。開催地は山口県の秋吉台。ただし、1993年は錦町、1995年から1997年は山口市で開催された。

## 概要
この秋吉台セミナーは、ダルムシュタット夏季現代音楽講習会をはじめヨーロッパの主要な現代音楽講習会と連動しており、秋吉台国際作曲賞を授与した作品を海外に提供し、常に最新のヨーロッパ音楽の動向をかなりの程度押えることが出来た。現在、細川俊夫は秋吉台を切り上げ、セミナーの場所を福井県武生市に移し、武生国際作曲ワークショップとしてヨーロッパとの交換留学制度などを再展開している。一方、秋吉台では組織を大幅に縮小して湯浅譲二ほかを講師として迎え、「秋吉台の夏」として2019年まで運営した。セミナー後期にはこれに加えて 「作曲マスター・コース」も行われていた。年齢制限はなかったため、様々な年代の音楽家が参加した。

## 受講した若手作曲家の傾向
このセミナーを受講した若手作曲家は、おおよそ1963年から1972年生まれまでの世代がほぼ該当する。1963年生まれの作曲家に伊藤弘之、1972年生まれの作曲家には川島素晴がいて、両者ともここで学び作品発表の機会を得ていた。後者は秋吉台国際作曲賞を受賞した。またこれらの作曲家たちは特定の学閥だけにとどまらず、その他の音楽大学、特に秋吉台という地理的条件から関西・中国地方の音楽教育機関、あるいは日本の音楽学歴を経ず海外で学んだ者、独学で作曲を学んだ者たちなど、様々な学歴を持つものが多く集まり、セミナーの合宿的な雰囲気の中で情報を交換し合った。1990年代にデビューしたのが、伊藤弘之、中村斉、望月京など、秋吉台セミナーに参加し現在も活躍する作曲家である。
秋吉台国際20世紀音楽セミナー&フェスティバルは第10回まで開催され、秋吉台国際作曲賞は開始時こそ小規模であったが、結果的には前記の川島や原田敬子、田中吉史、山口淳ら第一線で活動する若手作曲家を数多く輩出した。ただしそれらの作曲家はおおよそ1960年代から1970年代初頭生まれの作曲家に限定されていた。無論それらのポスト世代も秋吉台セミナーの後半期に参加していたものもいるが、彼らポスト世代にとってはまだ20代前半の年頃であった。秋吉台セミナー後半期において前半期からの参加者や講師陣が爛熟するにあたって、1972年生まれの川島素晴が1992年に20歳の若き歳で秋吉台国際作曲賞を受賞しその後にクラーニヒシュタイン音楽賞を受賞して鮮烈なデビューを飾ったような人材が、立て続けに出るということがなかった。ポスト世代が育ち活躍するのは、細川が秋吉台撤退以降に設立した武生国際作曲ワークショップ、秋吉台の夏など次世代の講習会の機会以降となる。
実際、上記の1963年から1972年生まれまでの秋吉台セミナー参加世代で現在も積極的に活躍する日本人作曲家たちは、自分の作曲語法について、あるいは外部の作曲家や現代音楽の演奏家を招待したりして、公的な場あるいは自分たちの主催する小規模な集まりなどでプレゼンテーションあるいはワークショップを開いた。この傾向は明らかに秋吉台セミナー受講という彼らの世代の共通経験に基づいていた。またそのようなプレゼンテーションのやり方を広めることによって、これ以降の若手世代への啓発にもなっていた。